# Mahindra XUV300
La Mahindra XUV300 è un SUV prodotta dal 2019 dalla casa automobilistica indiana Mahindra & Mahindra.

## Profilo e contesto
Basata sulla piattaforma X100 condivisa con la SsangYong Tivoli, è stata introdotta sul mercato indiano nel febbraio 2019. 
L'XUV300 (nome in codice S201) rispetto alla europea Ssangyong Tivoli dalla quale deriva, ha subito importanti modifiche per adattarsi alle strade e alle condizioni del mercato indiano. Il SUV è stato testato in galleria del vento presso lo stabilimento Pininfarina in Italia. 
Mahindra ha annunciato ufficialmente il nome della vettura XUV300 nel dicembre 2018.È stata lanciata ufficialmente il 14 febbraio 2019.
Il SUV è più largo e più alto della Tivoli, ma è più corto per potersi inserire nel segmento dei veicoli sotto i quattro metri di lunghezza, che in India godono di particolari agevolazioni fiscali. 
L'XUV300 è alimentato da un motore a benzina a 3 cilindri da 1,2 litri e da un motore diesel a 4 cilindri da 1,5 litri, entrambi abbinati ad un cambio manuale a 6 marce, ma è disponibile in opzione anche una variante con trasmissione automatica a 6 velocità. Il nuovo motore a benzina co-sviluppato dalla Ssangyong eroga 110 CV di potenza e 200 Nm di coppia mentre il motore diesel mutuato dalla Mahindra Marazzo eroga 115 CV di potenza e 300 Nm di coppia.